# Upper et Lower Table Rocks
Vous lisez un « article de qualité » labellisé en 2019.
Upper et Lower Table Rocks sont deux mesas culminant à environ 630 mètres d'altitude dans la chaîne des Cascades, au nord du fleuve Rogue et de la ville de Medford, dans le Sud-Ouest de l'État de l'Oregon aux États-Unis. Leur partie supérieure tabulaire est formée par une ancienne coulée de lave andésitique érodée, vieille de sept millions d'années, surmontant des sédiments d'origine fluviale. Elles abritent quatre écosystèmes riches d'une variété naturelle de 70 espèces d'animaux et 340 espèces de plantes : une savane de chênes, un chaparral, une forêt mixte et, au sommet, des prairies à monticules et mares printanières.
L'histoire des Table Rocks est marquée par la présence des Amérindiens Takelma. Au milieu du XIXe siècle, l'arrivée des colons occidentaux entraîne des conflits puis l'exil des autochtones vers des réserves. Dans la seconde moitié du XXe siècle, une piste d'atterrissage sur Lower Table Rock est destinée pendant une quarantaine d'années au gotha d'Hollywood mais reste peu utilisée. La création de sentiers de randonnées, dans les années 1980, contribue en revanche à attirer plusieurs dizaines de milliers de visiteurs chaque année. Les sites sont gérés par le Bureau of Land Management et The Nature Conservancy qui en assurent la promotion et la préservation.

## Toponymie
Upper et Lower Table Rocks, littéralement les « rochers tabulaires supérieur et inférieur », doivent leur nom à leur relief présentant un sommet plan et à leur position respective par rapport au cours du fleuve Rogue ; ce n'est donc pas en rapport à leur altitude, bien qu'elle coïncide. L'origine historique de ces noms n'est pas connue avec précision, mais ils sont attestés en 1845 par le mountain man James Clyman.
Les Takelma ont traditionnellement plusieurs noms pour ces montagnes, dont Titanakh signifiant « petites prunes indiennes », Di'tani dont la traduction est proche de « rocher tabulaire » ou de « rocher dominant » et peut-être Kwenphunkh, nom rapporté par Frances Johnson, dernière personne à avoir eu le takelma comme langue maternelle au début du XXe siècle, mais inconnu de Molly Orton, une des dernières locutrices partielles,.

## Géographie

### Situation
Upper et Lower Table Rocks sont situées dans le Nord-Ouest des États-Unis, au Sud-Ouest de l'État de l'Oregon, dans le comté de Jackson, à 55 kilomètres au nord de la limite avec la Californie. Elles s'élèvent à 17 kilomètres environ au nord du centre-ville de Medford, sur la rive septentrionale du fleuve Rogue, et à 335 kilomètres au sud de Portland. Les côtes de l'océan Pacifique se trouvent à 130 kilomètres à l'ouest. Upper et Lower Table Rocks font partie de la marge occidentale de la chaîne des Cascades qui est en bordure avec les monts Siskiyou, dans les monts Klamath. Plus précisément, elles se trouvent dans la zone du Crater Lake, situé à environ 90 kilomètres au nord-est,.

### Topographie

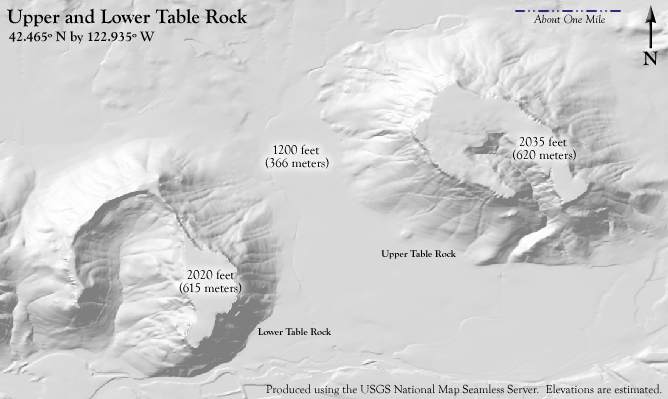
Cartes SRTM d'Upper et Lower Table Rocks.

Les montagnes culminent à 637 et 625 mètres d'altitude, soit 240 mètres en moyenne au-dessus du sol environnant de la vallée. La partie supérieure est tabulaire et ouverte en forme de fer à cheval, vers le sud-est pour Upper Table Rock et vers le sud pour Lower Table Rock. Cette forme correspond à celle d'anciens méandres du Rogue primitif,,. Les portions planes au sommet représentent 200 hectares pour Upper Table Rock et 120 hectares pour Lower Table Rock. Les parois d'Upper Table Rock abritent deux grottes naturelles et deux anciennes mines d'or, à la jonction entre la couverture tabulaire et les éboulis. Trois forment des galeries d'une largeur moyenne de deux mètres, alors que la dernière est un gouffre d'une profondeur de neuf mètres dont le fond est occupé par de l'eau.
Les cours d'eau intermittents sur le versant est d'Upper Table Rock et sur les versants sud et sud-ouest de Lower Table Rock alimentent directement le fleuve Rogue. Sur le versant nord d'Upper Table Rock et le versant est de Lower Table Rock, ils forment le Sinder Creek, un affluent du Rogue. Sur les versants sud et ouest d'Upper Table Rock, leurs eaux sont collectées dans le canal de Table Rock, entre le fleuve Rogue et le Sinder Creek.

### Géologie

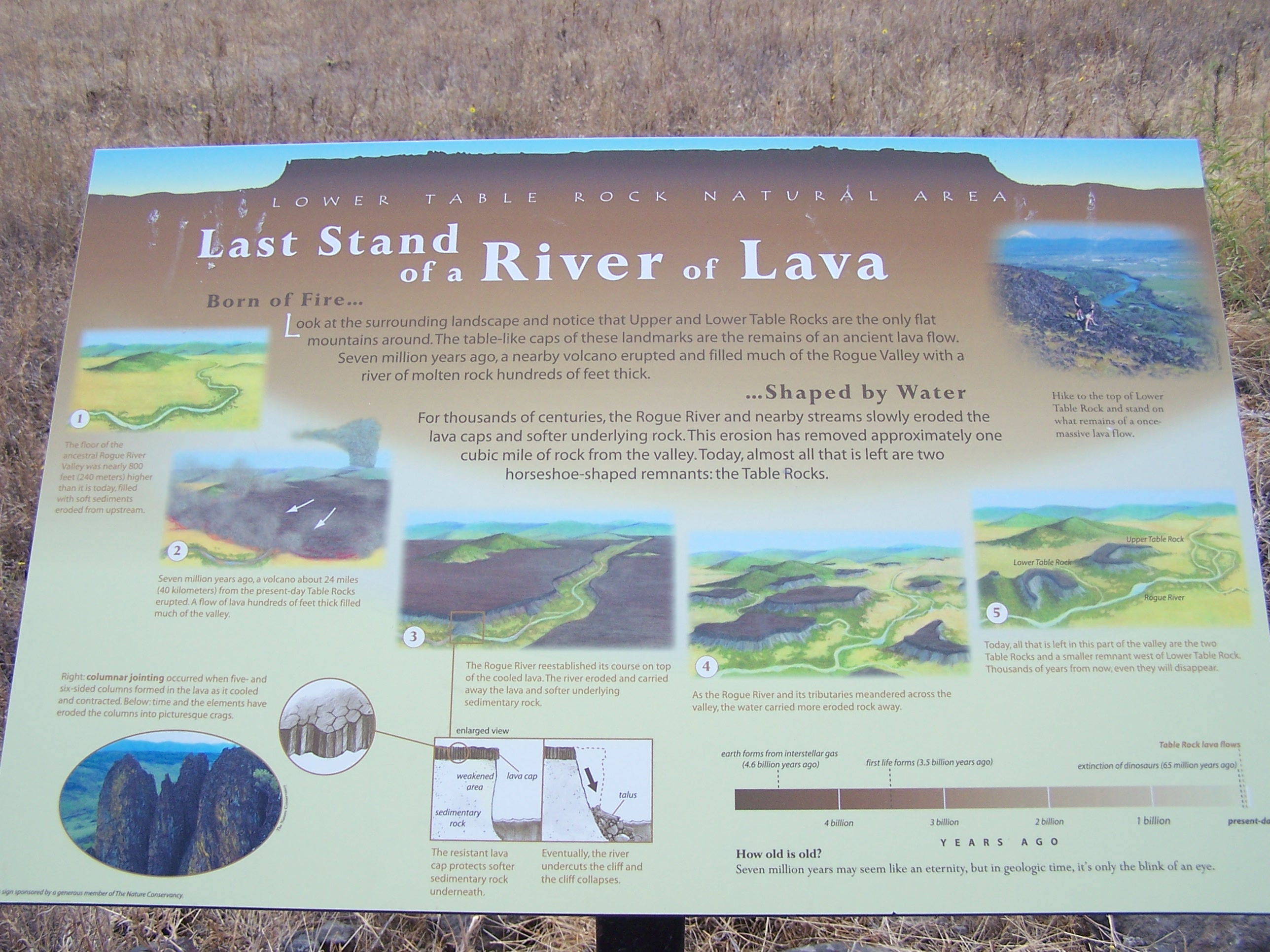
Panneau décrivant l'histoire géologique de la région.

Vers 40 millions d'années BP, au milieu de l'Éocène, un cours d'eau en tresses, le Rogue primitif, coule à travers la région. Pendant près de 2,1 millions d'années, la rivière contribue, par ses dépôts, à la formation de Payne Cliffs, constituée de conglomérats puis de grès d'arkose et de siltite,,. Entre 20 et 10 millions d'années BP, le soulèvement qui mène à la formation des monts Klamath entraîne l'apparition de la vallée du Rogue.
Vers 7 millions d'années BP, au Miocène supérieur, une coulée de lave trachy-andésitique longue de 71 kilomètres, probablement en provenance d'Olson Mountain près de l'actuel Lost Creek Lake, se propage dans la vallée,. Après avoir durci, elle forme une couverture résistante par-dessus la formation de Payne Cliffs. Son épaisseur maximum atteint 220 mètres à son point d'origine, près du lac ; elle est de 30 à 60 mètres au nord de Medford.

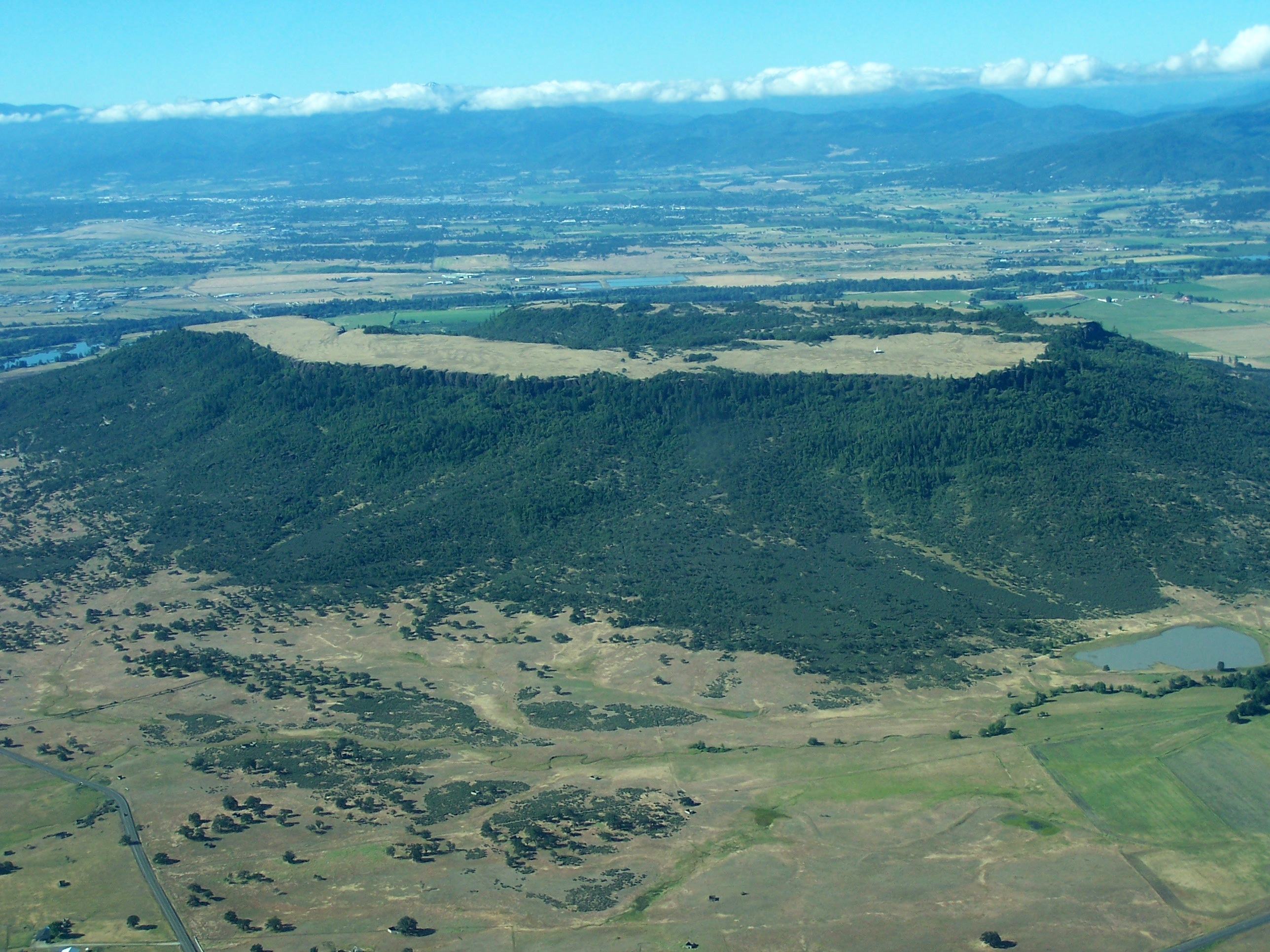
Vue aérienne d'Upper Table Rock au sein de la vallée du Rogue, avec les monts Siskiyou en arrière-plan.

Depuis cette éruption, 90 % de la lave solidifiée a été érodée par le Rogue,. Bien que la roche volcanique ait en grande partie protégé le sommet des Table Rocks de l'érosion, les parois ont en revanche été érodées latéralement alors que les roches sédimentaires de la formation de Payne Cliffs ont été dégagées. Les débris rocheux forment d'importants talus d'éboulis, propices au développement de la végétation, autour des plateaux. Les montagnes offrent donc un exemple de relief inversé, où les terrains jadis les plus bas, remplis par une roche résistante, deviennent les terrains les plus hauts après érosion,. Le processus de soulèvement se poursuit et l'érosion verticale atteint 210 mètres au cours des sept derniers millions d'années.

### Climat
La vallée du Rogue se trouve dans une zone d'ombre pluviométrique entre les monts Siskiyou à l'ouest et les crêtes principales de la chaîne des Cascades à l'est. La région de Medford est donc plus sèche et ensoleillée que la vallée de la Willamette, par exemple, dans le Nord de l'Oregon. Elle bénéficie d'un climat méditerranéen, avec des températures supérieures aux latitudes équivalentes, tant en été où elles sont semblables à l'Est de l'État, qu'en hiver où elles avoisinent celles de la côte pacifique.
Il n'existe pas de station météorologique permettant d'enregistrer le climat d'Upper et Lower Table Rocks. Toutefois, en raison de leur faible hauteur, il est assez similaire à celui de Medford. En hiver, un phénomène d'inversion de température se met en place, parfois pendant plusieurs semaines, et un épais brouillard apparaît sur la ville, en l'absence de vent, alors que les hauteurs peuvent être dégagées.
| Mois                                        | jan.       | fév.       | mars      | avril     | mai       | juin      | jui.      | août      | sep.      | oct.      | nov.       | déc.       | année      |
| ------------------------------------------- | ---------- | ---------- | --------- | --------- | --------- | --------- | --------- | --------- | --------- | --------- | ---------- | ---------- | ---------- |
| Température minimale moyenne (°C)           | −0,8       | 0,3        | 1,8       | 3,7       | 6,7       | 10,1      | 13        | 12,4      | 8,9       | 4,6       | 1,4        | −0,1       | 5,2        |
| Température moyenne (°C)                    | 3,5        | 6,1        | 8,3       | 10,9      | 14,8      | 18,6      | 22,7      | 22,2      | 18,7      | 12,7      | 6,6        | 3,6        | 12,4       |
| Température maximale moyenne (°C)           | 7,7        | 11,8       | 14,7      | 18,2      | 22,8      | 27,1      | 32,4      | 31,9      | 28,4      | 20,7      | 11,8       | 7,4        | 19,6       |
| Record de froid (°C) date du record         | −19,4 1930 | −14,4 1950 | −8,9 1956 | −6,1 1936 | −2,2 1954 | −0,6 1952 | 3,3 1962  | 3,9 1962  | −1,7 1950 | −7,8 1971 | −12,2 1978 | −21,1 1972 | −21,1 1972 |
| Record de chaleur (°C) date du record       | 21,7 1961  | 26,1 1992  | 30 1930   | 33,9 1987 | 39,4 1986 | 43,9 1992 | 46,1 1946 | 45,6 1981 | 43,3 1988 | 37,2 1980 | 26,7 1929  | 22,2 1962  | 46,1 1946  |
| Précipitations (mm)                         | 72,6       | 51,6       | 44,5      | 31,5      | 32        | 19,8      | 6,1       | 8,9       | 16,3      | 39,1      | 71,9       | 87,4       | 481,8      |
| dont neige (cm)                             | 7,6        | 2,8        | 1,8       | 0,5       | 0         | 0         | 0         | 0         | 0         | 0         | 1          | 3,6        | 17,5       |
| Record de pluie en 24 h (mm) date du record | 58,9 1958  | 47,5 1959  | 39,9 1940 | 24,9 1980 | 42,4 1956 | 40,9 1932 | 27,2 1966 | 29,2 1999 | 71,1 1977 | 66,3 1950 | 73,2 1953  | 83,8 1962  | 83,8 1962  |
| Nombre de jours avec précipitations         | 14         | 11         | 12        | 10        | 8         | 5         | 2         | 2         | 4         | 8         | 13         | 14         | 101        |

| Diagramme climatique                                  |             |             |             |           |              |           |             |             |             |             |             |
| J                                                     | F           | M           | A           | M         | J            | J         | A           | S           | O           | N           | D           |
| 7,7−0,872,6                                           | 11,80,351,6 | 14,71,844,5 | 18,23,731,5 | 22,86,732 | 27,110,119,8 | 32,4136,1 | 31,912,48,9 | 28,48,916,3 | 20,74,639,1 | 11,81,471,9 | 7,4−0,187,4 |
| Moyennes : • Temp. maxi et mini °C • Précipitation mm |             |             |             |           |              |           |             |             |             |             |             |

### Faune et flore

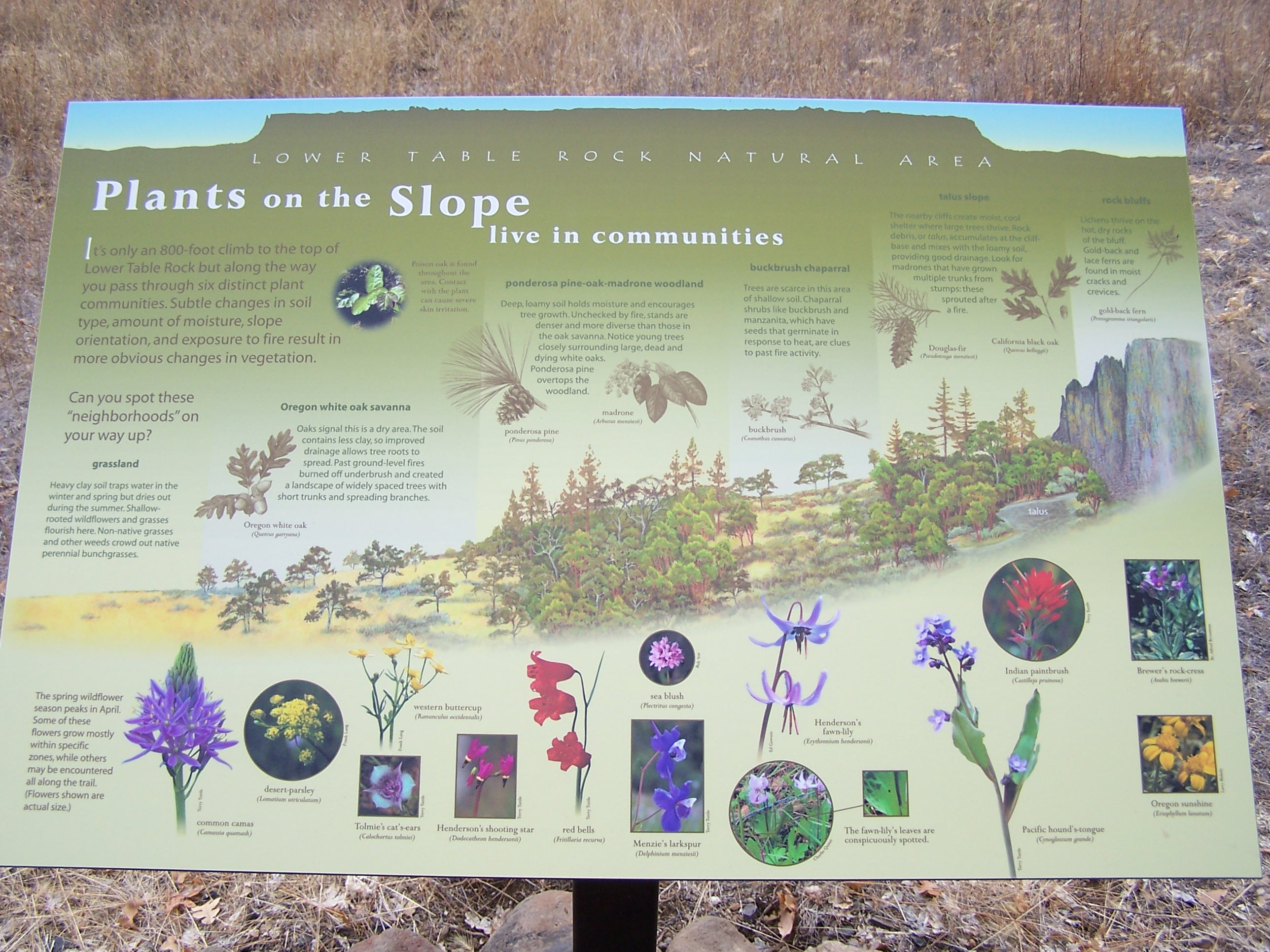
Panneau décrivant les écosystèmes des Table Rocks.

Quatre écosystèmes se superposent sur les Table Rocks, avec des différences importantes dans leur biodiversité. Depuis leur base jusqu'à leur sommet, ils consistent en une savane de chênes, en un chaparral, en une forêt mixte et enfin en des prairies à monticules où se forment des mares intermittentes,.

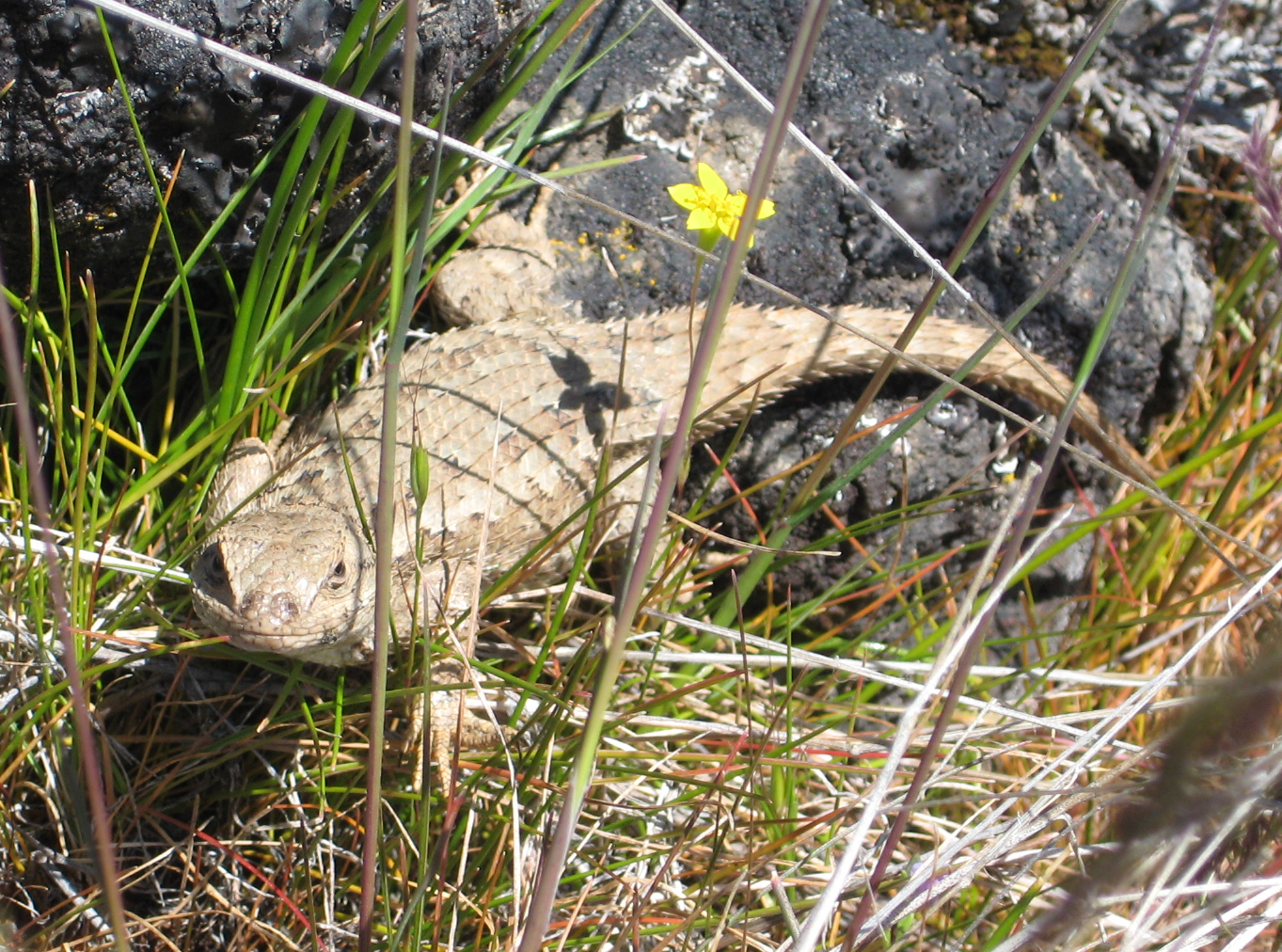
Lézard des palissades et fleur de Ranunculus occidentalis sur Lower Table Rock.

Plus de 340 espèces de plantes poussent sur les montagnes, dont approximativement 200 espèces de plantes à fleurs,. Parmi les plus courantes figurent Ranunculus occidentalis, Lomatium utriculatum, Lupinus bicolor, Lasthenia californica,, Camassia quamash, dont le bulbe est comestible, et Toxicoscordion venenosum, qui est toxique et jadis utilisée par les Takelma comme anesthésiant.
Plus de 70 espèces d'animaux sont recensées. Le Lézard des palissades (Sceloporus occidentalis), Elgaria multicarinata, Plestiodon skiltonianus, Crotalus viridis et deux espèces de Thamnophis ont une large distribution sur les quatre écosystèmes,,. Le Cerf à queue noire (Odocoileus hemionus columbianus), le coyote (Canis latrans) et le Lynx roux (Lynx rufus) ont une situation analogue pour les mammifères. Ixodes pacificus se trouve également dans les quatre zones, avec une prédilection pour le chaparral,. De nombreuses espèces d'oiseaux vivent sur Upper et Lower Table Rocks,.

#### Savane de chênes

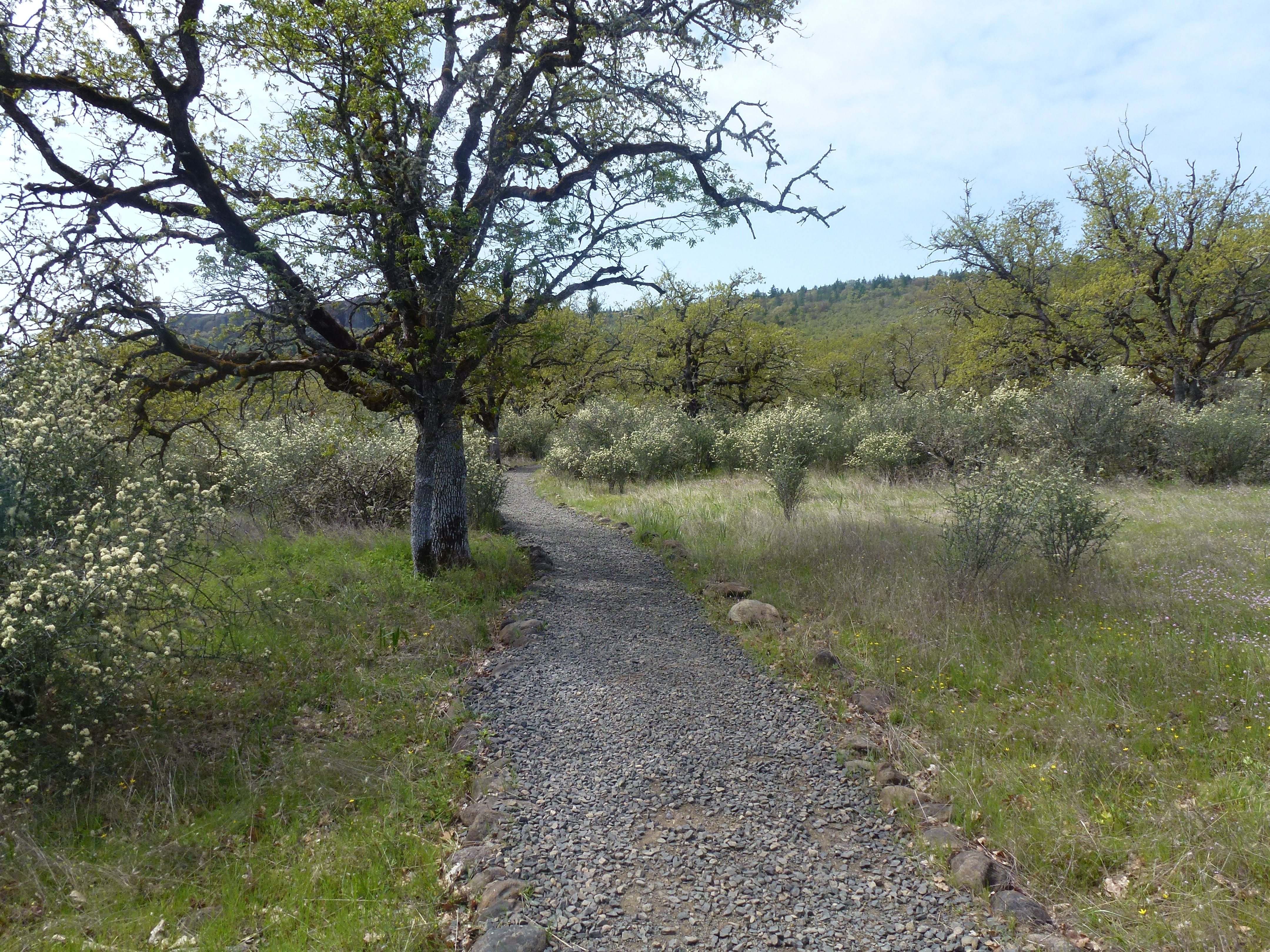
Vue sur la savane avec des spécimens de Ceanothus cuneatus en fleur et des Chênes de Garry au pied de Lower Table Rock.

La savane de chênes est un type de milieu herbacé avec des arbres épars présent sur les piémonts des Table Rocks. Les Takelma y déclenchaient fréquemment des feux afin d'empêcher la prolifération de plantes buissonnantes, entretenant ainsi des zones de fourrageage pour les cerfs et les wapitis, et de se prémunir contre de vastes incendies. Le Chêne de Garry (Quercus garryana) et le Pin ponderosa (Pinus ponderosa) sont les espèces d'arbres les plus fréquentes dans la région. Ceanothus cuneatus, Ceanothus integerrimus, Arctostaphylos viscida, Arbutus menziesii, Cercocarpus betuloides et Toxicodendron diversilobum sont également présents,,.
La Couleuvre à collier américaine (Diadophis punctatus), la Couleuvre agile (Coluber constrictor), Coluber taeniatus et la Couleuvre à nez mince (Pituophis catenifer) vivent dans cette savane,,. Parmi les oiseaux présents se trouvent la Mésange unicolore (Baeolophus inornatus), le Tyran à gorge cendrée (Myiarchus cinerascens), la Sittelle à poitrine blanche (Sitta carolinensis), le Merlebleu de l'Ouest (Sialia mexicana), l'Hirondelle à face blanche (Tachycineta thalassina), le Pic glandivore (Melanerpes formicivorus), le Cardinal à tête noire (Pheucticus melanocephalus), la Crécerelle d'Amérique (Falco sparverius),, et le Gobemoucheron gris-bleu (Polioptila caerulea), dont c'est l'habitat le plus septentrional,,. Des espèces de cynipidées vivent dans cette savane, provoquant la galle du chêne lors de la ponte de leurs œufs.

#### Chaparral

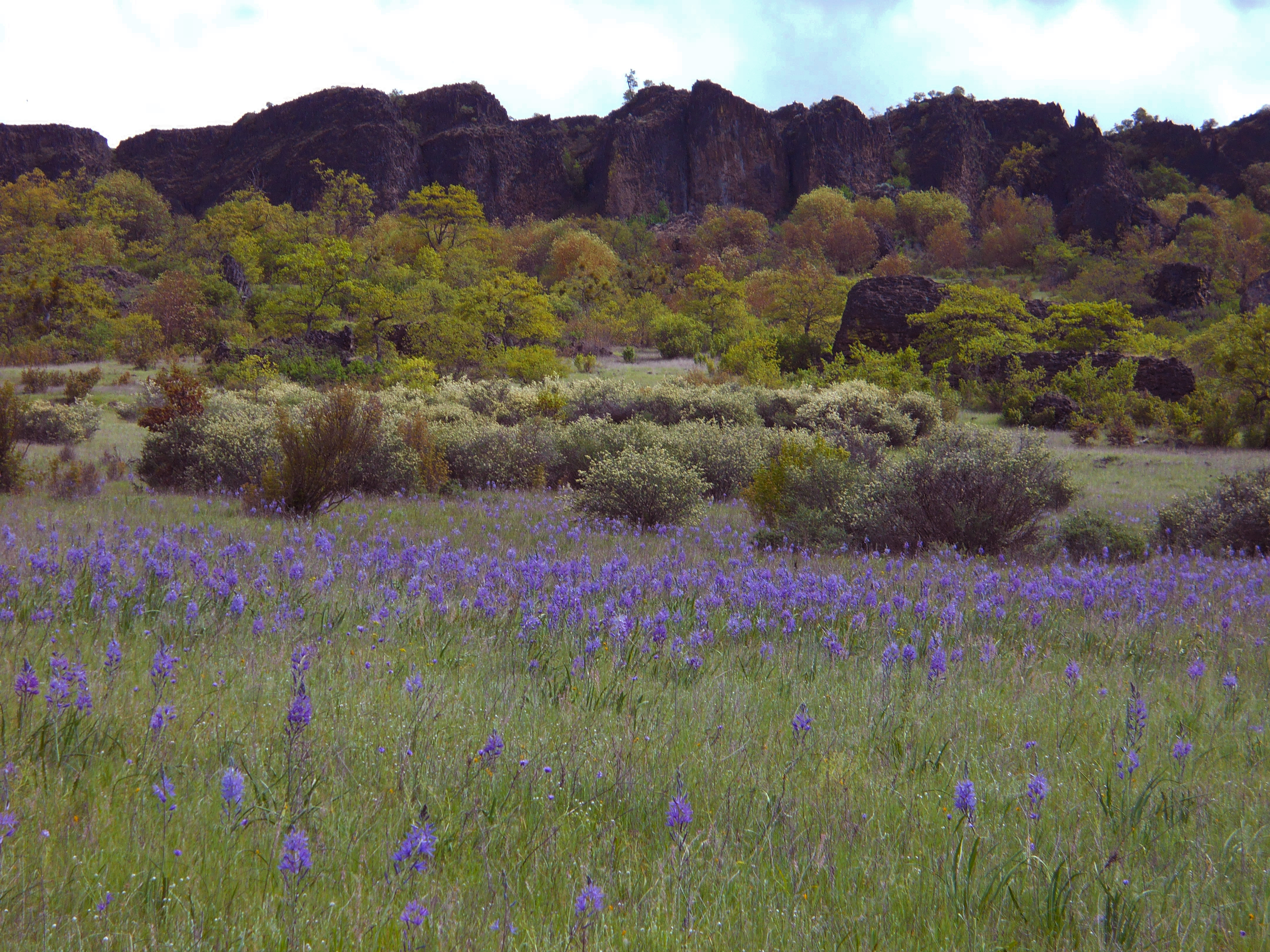
Vue sur le chaparral.

Le chaparral est un type de fruticée soumis à un faible régime de précipitations. Des plantes sclérophylles, comme Arctostaphylos viscida et Ceanothus cuneatus, s'y développent, comptant sur les incendies pour se reproduire,,. Elles y côtoient Fritillaria gentneri.
L'Ours noir (Ursus americanus) est parfois aperçu dans le chaparral, généralement à l'automne. Les oiseaux les plus répandus sont la Mésange unicolore (Baeolophus inornatus) et le Pic glandivore (Melanerpes formicivorus), avec dans une moindre mesure le Gobemoucheron gris-bleu (Polioptila caerulea), le Chardonneret mineur (Spinus psaltria) et le Colibri d'Anna (Calypte anna),,.

#### Forêt mixte

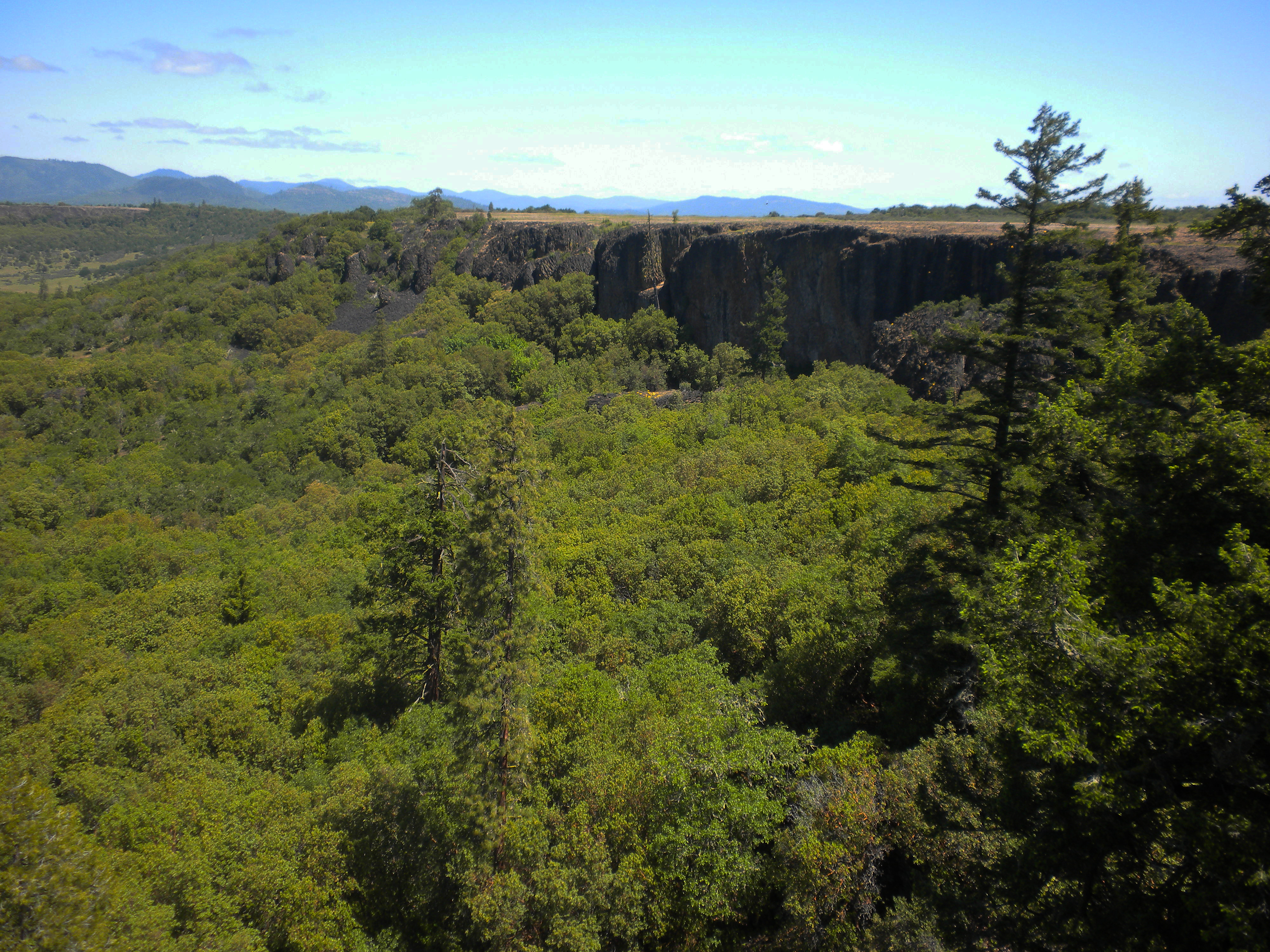
Vue sur la forêt mixte au pied des parois de Lower Table Rock.

La forêt mixte, située au pied des parois, est dense avec une grande variété d'arbres. La canopée ombrage entièrement le sol, abaissant sensiblement la température ; elle contribue également à réduire l'évaporation. Le Chêne noir de Californie (Quercus kelloggii), le Pic d'Oregon (Pseudotsuga menziesii), l'Arbousier d'Amérique (Arbutus menziesii), le Cèdre blanc de Californie (Calocedrus decurrens) sont les arbres les plus courants,,, auxquels s'ajoutent des buissons tels Berberis aquifolium, Lonicera interrupta, Sambucus cerulea ou encore Toxicodendron diversilobum. Le sol de cet écosystème est un loam,.
On y rencontre des rongeurs comme le Spermophile de Californie (Otospermophilus beecheyi), l'Écureuil occidental (Sciurus griseus) et le Néotoma à pattes sombres (Neotoma fuscipes),,. Parmi les oiseaux figurent le Cardinal à tête noire (Pheucticus melanocephalus), le Tyran à gorge cendrée (Myiarchus cinerascens), le Piranga à tête rouge (Piranga ludoviciana) et le Passerin azuré (Passerina amoena), ainsi que neuf espèces de parulidés, trois espèces de viréonidés et deux espèces de turdidés ; la présence du Grand Pic (Dryocopus pileatus), dans les pins, est plus exceptionnelle,,.

#### Prairies à monticules et mares printanières
Les prairies à monticules sont situées sur les parties tabulaires constituées d'andésite imperméable. Elles se caractérisent par une grande diversité d'espèces d'herbes et de plantes à fleurs poussant autour de mares printanières et de monticules jadis formés par cryoclastie dans la couche superficielle du sol,. Limnanthes floccosa subsp. pumila est une sous-espèce endémique des Table Rocks,,,, dont la floraison survient pendant une dizaine de jours en avril.
Lorsqu'elles sont remplies, d'octobre à juin, les mares servent également d'habitat à Branchinecta lynchi, une espèce d'anostracé classée comme vulnérable,. Deux espèces d'amphibiens sont également adaptées à cet écosystème : la Rainette du Pacifique (Pseudacris regilla), qui colonise les rochers, et le Crapaud boréal (Anaxyrus boreas), plus rare, mais dont les têtards sont présents entre mars et mai,. Parmi les mammifères figurent Microtus californicus, Dipodomys heermanni, le Raton laveur (Procyon lotor) et la Belette à longue queue (Mustela frenata),. La Sturnelle de l'Ouest (Sturnella neglecta) et le Bruant à joues marron (Chondestes grammacus) sont les plus fréquents sur les plateaux, alors que l'Urubu à tête rouge (Cathartes aura), le Troglodyte des rochers (Salpinctes obsoletus) et la Buse à queue rousse (Buteo jamaicensis) vivent autour des parois,,

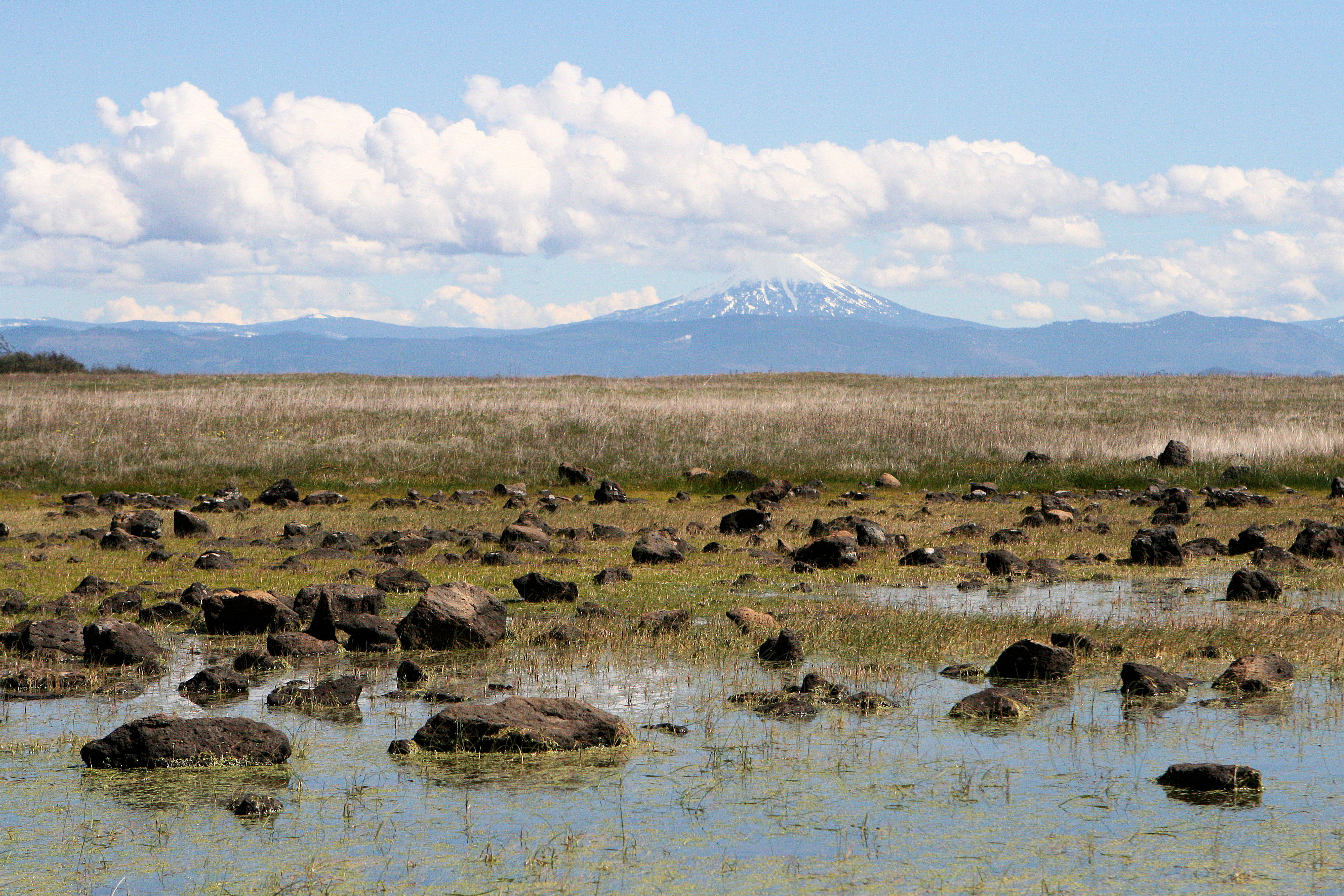
Vue sur une mare printanière et une prairie à monticules sur Lower Table Rock, avec le mont McLoughlin en arrière-plan.
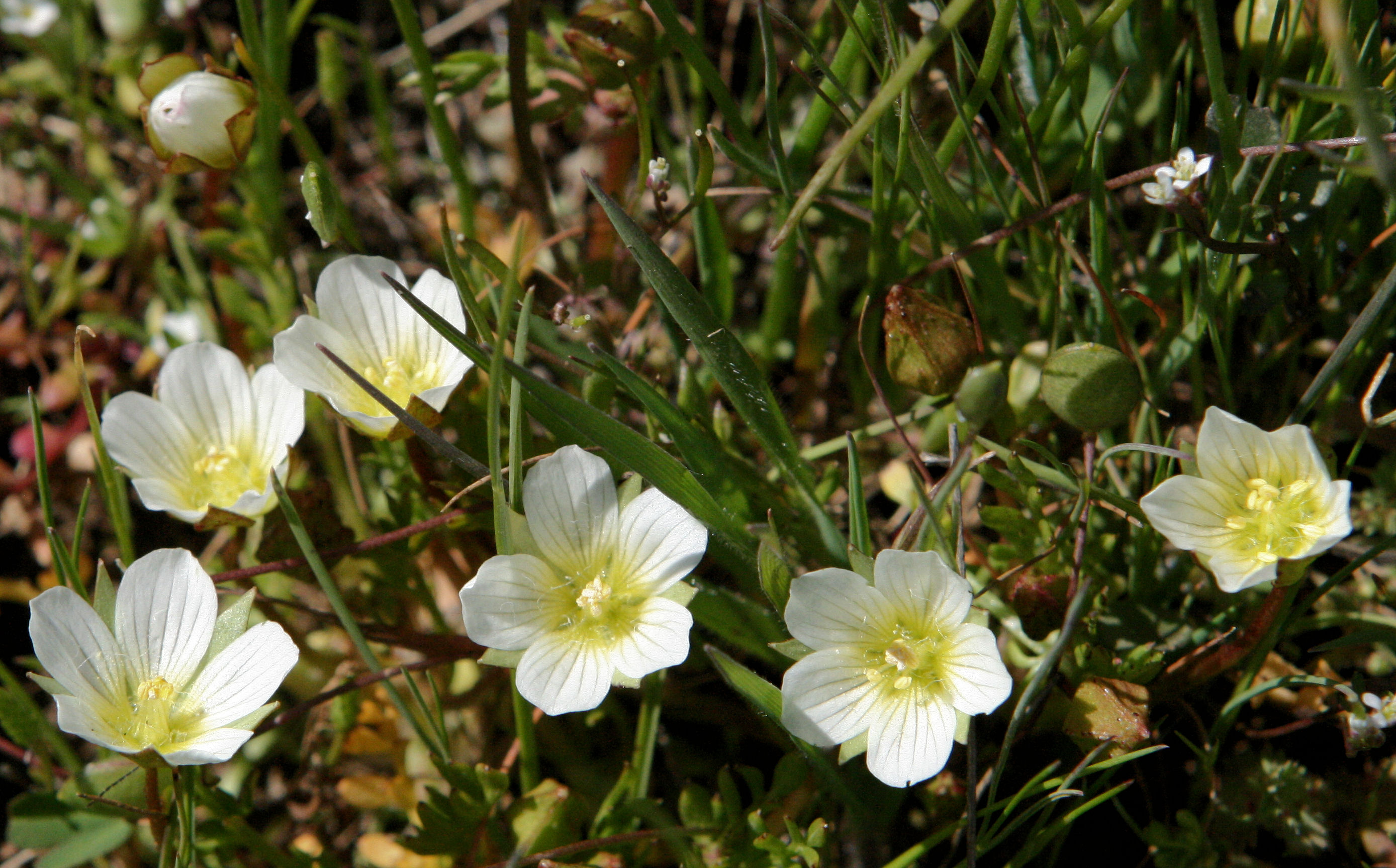
Spécimen de Limnanthes floccosa subsp. pumila à proximité d'une mare printanière sur Upper Table Rock.
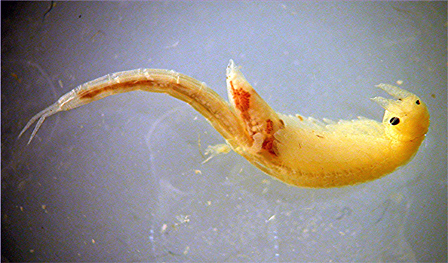
Spécimen de Branchinecta lynchi.
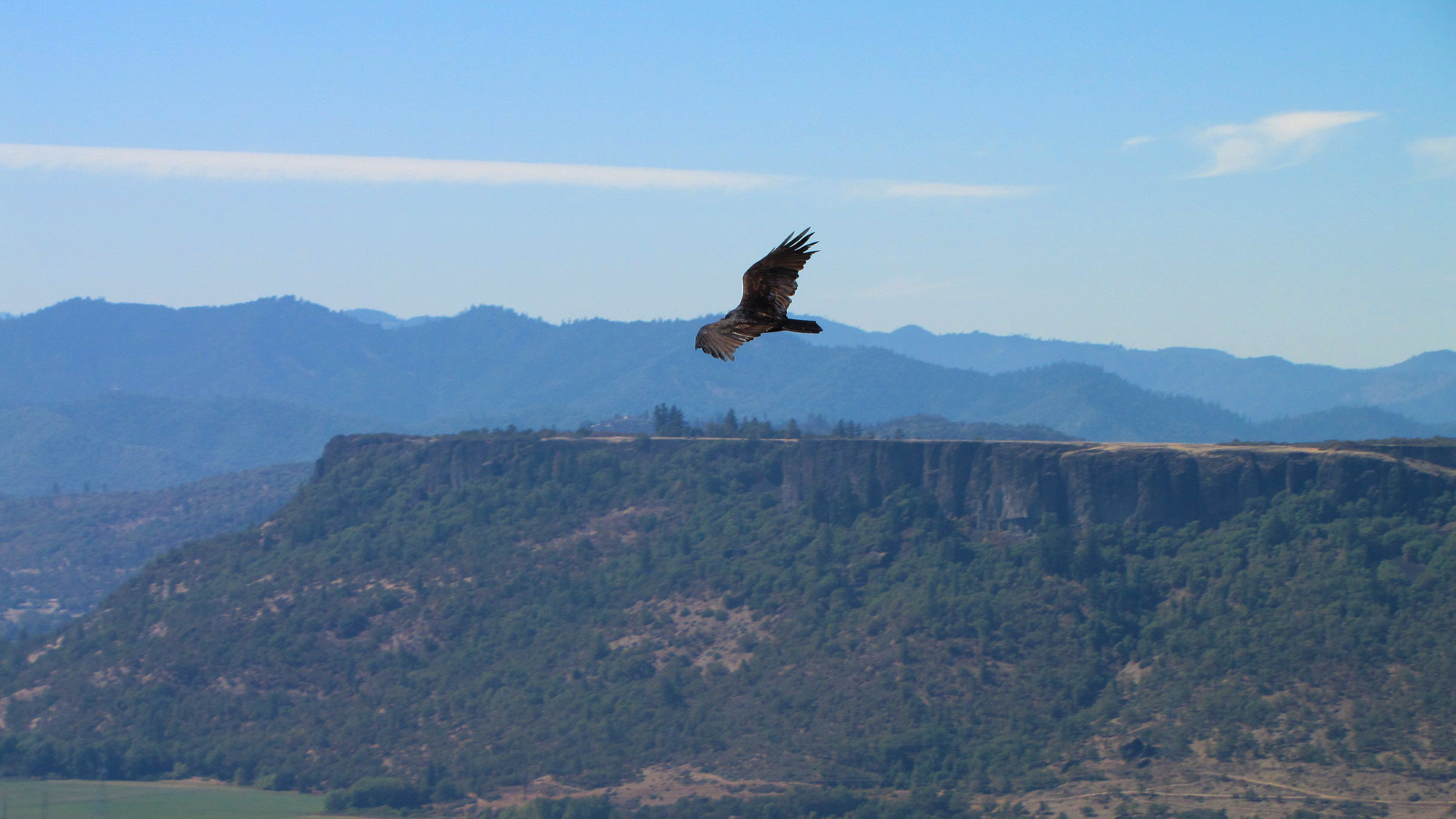
Vue sur un Urubu à tête rouge en vol avec Upper Table Rock en arrière-plan.

## Histoire

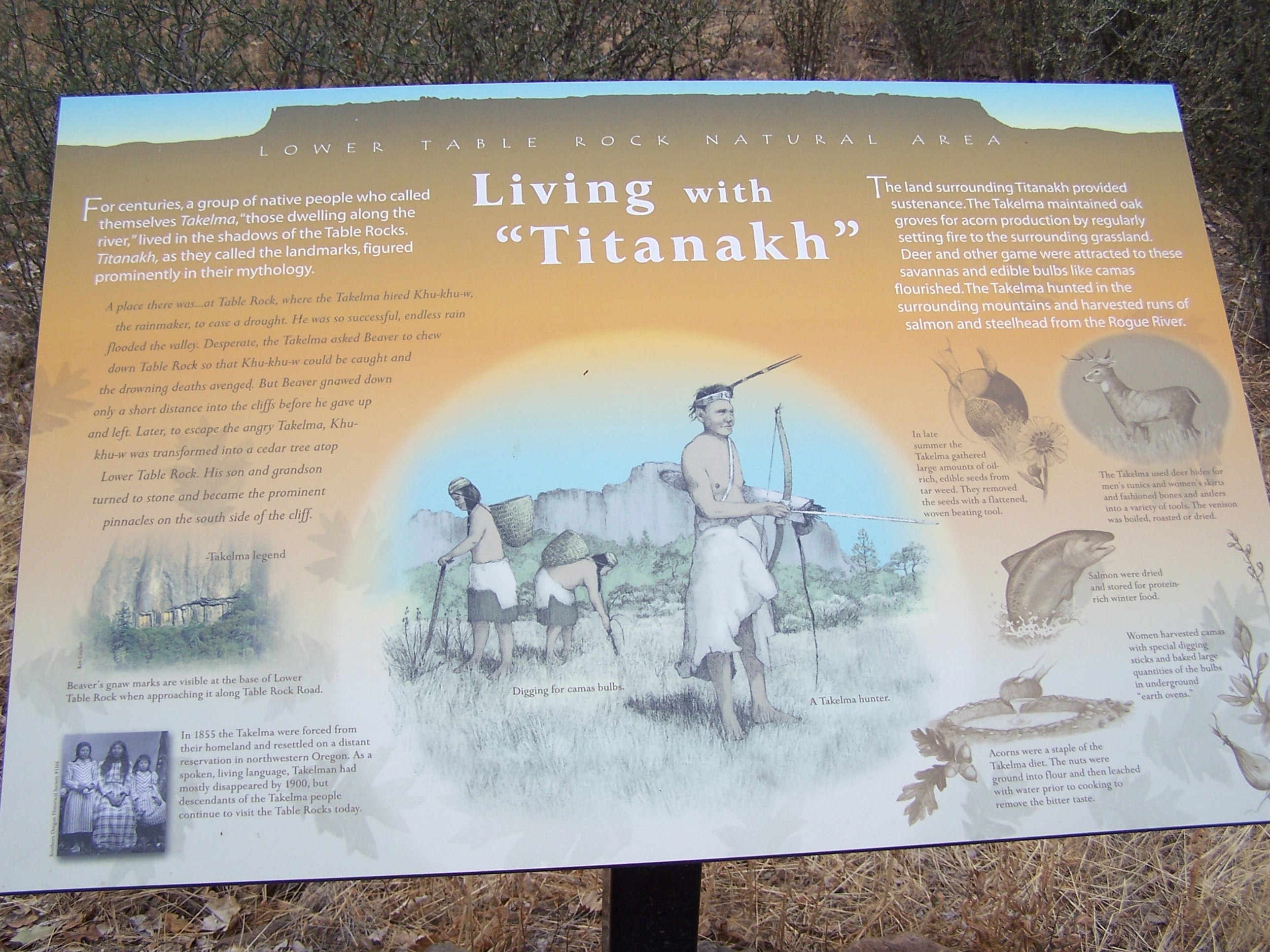
Panneau décrivant l'histoire de la population autochtone de la région.

La présence humaine dans la région depuis au moins 15 000 ans est avérée grâce à la découverte de pointes de flèches de la période Clovis à proximité. Plus tard, la région devient le territoire traditionnel de la tribu des Amérindiens Takelma. Ils ramassent des glands, cueillent des plantes du genre Hemizonia et pêchent le saumon dans le fleuve Rogue. Ils utilisent les peaux de cerfs pour confectionner des vêtements.
Les premiers Occidentaux à explorer la région, en 1827, sont des trappeurs et marchands de fourrure menés par Peter Skene Ogden,. En 1841, l'expédition Wilkes traverse la vallée du Rogue. Toutefois, ni Ogden ni cette expédition ne mentionnent les Table Rocks. Au début des années 1850, la ruée vers l'or conduit de nombreux immigrants dans la région et Table Rock City, plus tard renommée Jacksonville, est établie plusieurs kilomètres au sud des montagnes,,. L'accroissement soudain du nombre de colons engendre des conflits avec les tribus Rogue River. Plusieurs traités sont signés pour tenter de mettre fin aux hostilités,. Malgré ça, en juin 1851, des soldats de l'Armée américaine dirigés par le major Philip Kearny attaquent les Takelma près de Lower Table Rock. Ceux-ci, préparés à cette éventualité, tuent un soldat et en blessent trois autres. Peu après, Kearny, en présence du délégué de l'Oregon Joseph Lane, lance un nouvel assaut avec des volontaires venus d'Yreka en Californie. La bataille de Table Rock dure dix jours et se solde par la capture de trente Amérindiens. En septembre 1853, les Amérindiens signent un traité de paix avec Joseph Lane et, l'année suivante, un autre traité est signé entre les Rogue River et Joel Palmer, qui se conclut par la cession de 6 500 km2 de terres en échange de 60 000 $, dont 15 000 $ sont immédiatement destinés à dédommager les colons pour les pertes subies au cours des hostilités et 5 000 $ sont mis en réserve pour l'achat d'outils agricoles et l'amélioration du niveau de vie des Amérindiens. La population takelma subit sa première migration forcée vers la réserve indienne de Table Rock, située entre Upper Table Rock et l'Evans Creek,,. Elle reste ouverte durant trois ans,, le temps que ses habitants soient transférés dans d'autres réserves,. En janvier 1856, quatre cents Amérindiens sont déplacés vers la réserve indienne de Grand Ronde,, la plupart des autres étant déplacés vers celle de Siletz en mai de la même année, ces deux réserves étant situées à plus de 300 kilomètres au nord, dans le Nord-Ouest de l'Oregon.

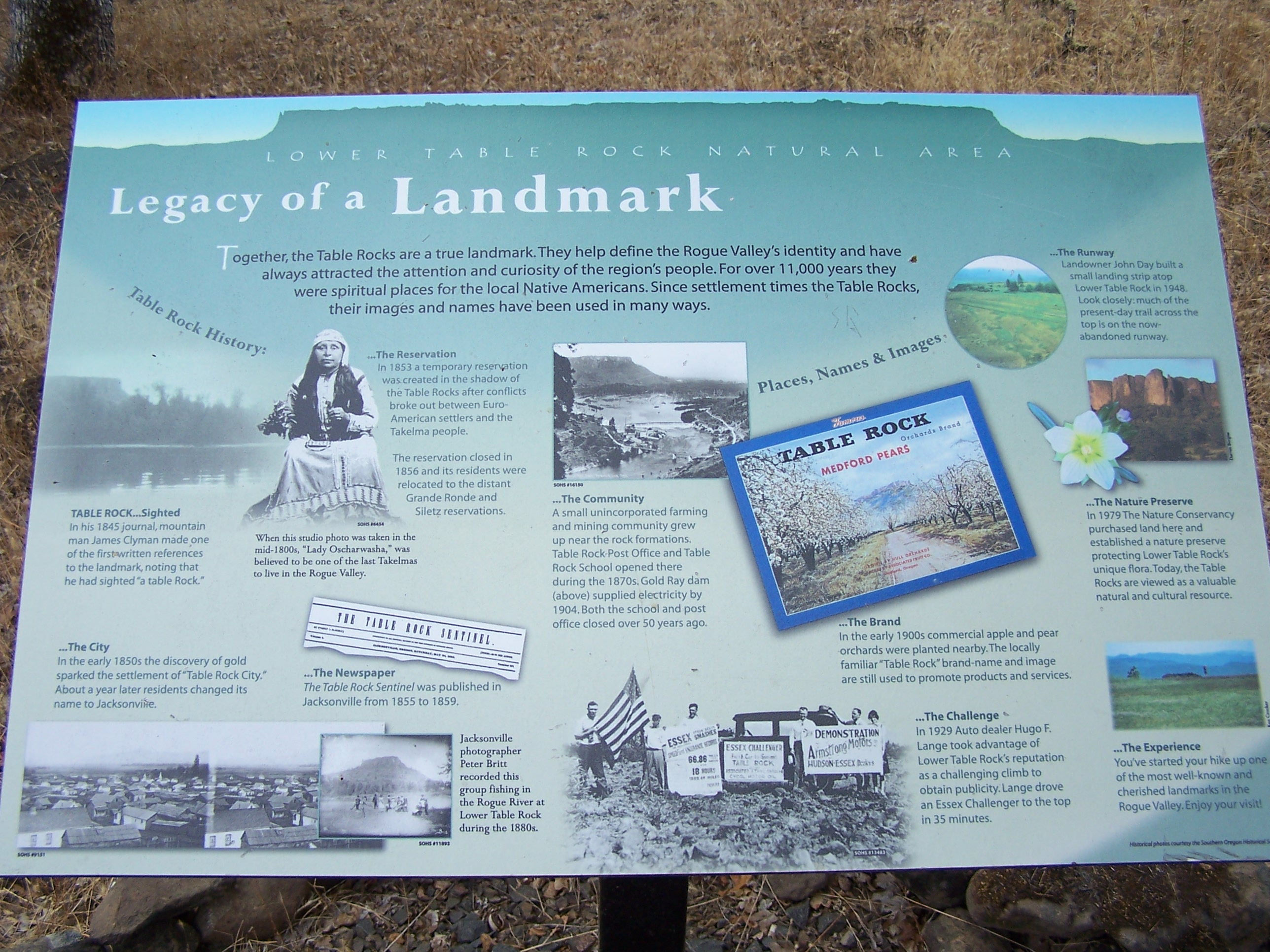
Panneau décrivant l'histoire contemporaine de la région.

Le développement de la région commence aussitôt et, en 1872, le bureau de poste de Table Rock est ouvert juste au sud d'Upper Table Rock et à l'est de Lower Table Rock,. Le district scolaire de Table Rock est fondé en 1879. En 1895, le bureau de poste est renommé en Tablerock, avant de fermer en 1906,. Les lignes téléphoniques sont installées en 1908 et la Table Rock Mutual Telephone Company est fondée. Le district scolaire fusionne avec celui de Central Point en 1948.

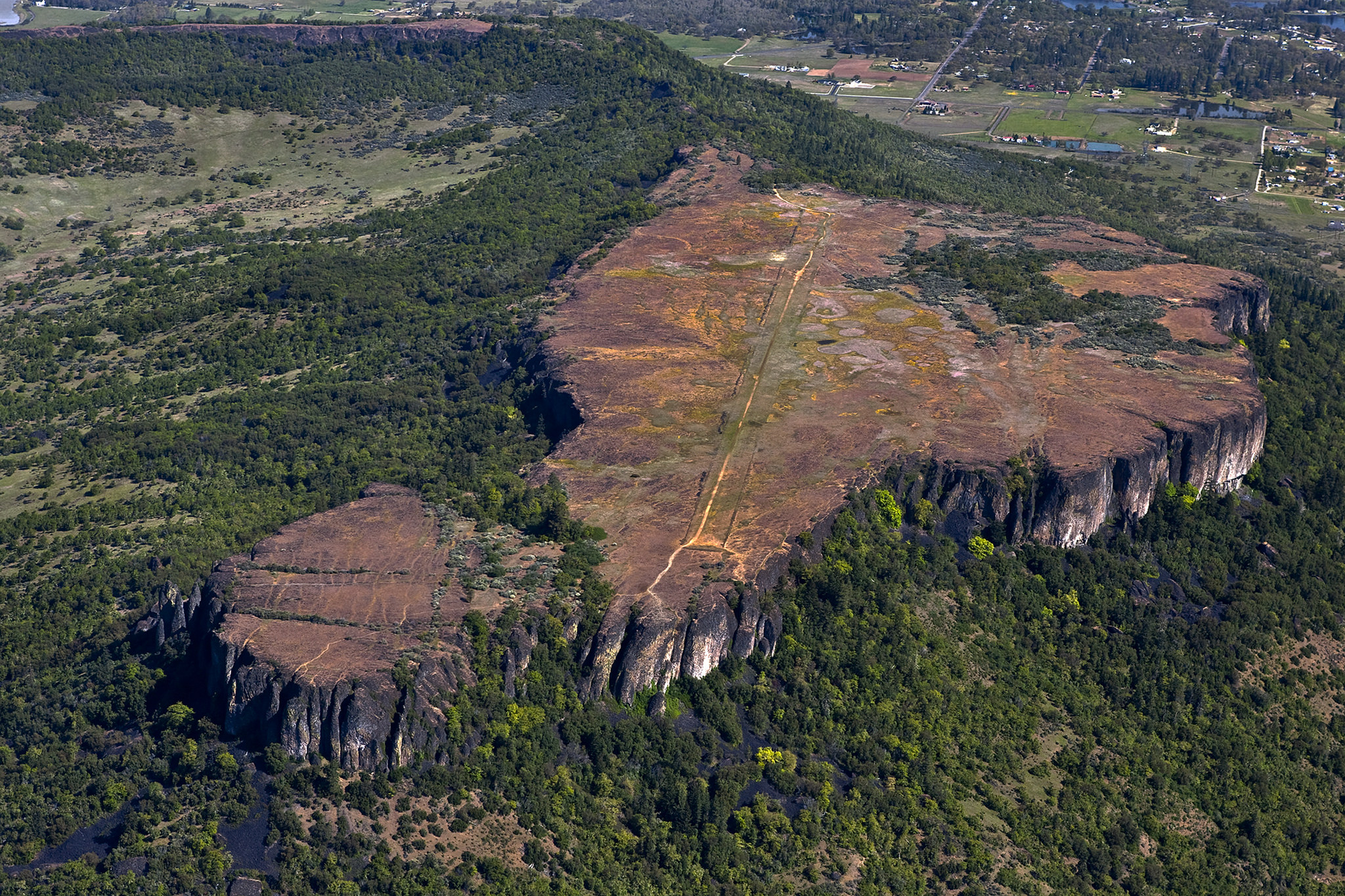
Vue aérienne de la piste d'atterrissage de Lower Table Rock.

En novembre de cette même année, John Day, un éleveur de bétail et entrepreneur local, trace une piste d'atterrissage d'un peu plus de 1 000 mètres de longueur à la surface de Lower Table Rock afin d'impressionner les célébrités hollywoodiennes de passage. Un chemin carrossable mène au sud-ouest de la montagne, près de l'ancien barrage Gold Ray, vers des résidences luxueuses dont il finance la construction dans le but de les louer à ces célébrités,. Ginger Rogers, qui possède une ferme près de Shady Cove, à une vingtaine de kilomètres au nord-est dans la vallée du Rogue, sert d'hôtesse lors de l'inauguration. On y retrouve les acteurs Robert Preston, Ward Bond et Ann Miller. La piste reste peu employée. Elle ferme à la fin des années 1980 mais de petits avions tentent encore d'y atterrir occasionnellement.

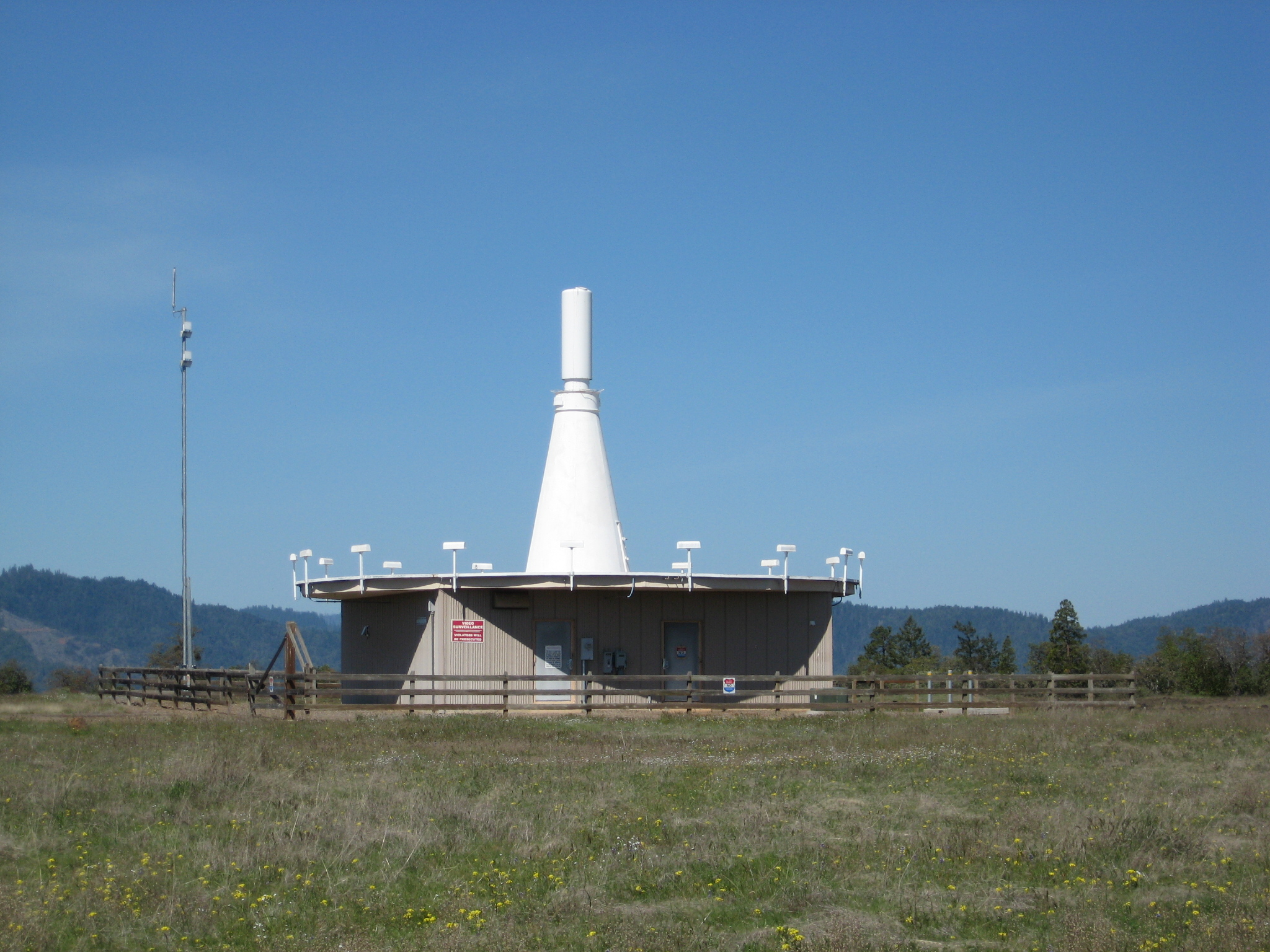
Vue du VORTAC d'Upper Table Rock.

Depuis les années 1960, la Federal Aviation Administration exploite une balise de radionavigation VORTAC VHF Omnidirectional Range Tacan portant l'indicatif Rogue Valley (OED) de 7,50 mètres de haut sur Upper Table Rock,. Son but est de fournir des coordonnées précises des avions proches pour faciliter la navigation aérienne. Elle est fermée au public en raison des menaces qui pèsent sur le trafic aérien. Toutefois, en 1997, l'installation subit des dommages lorsque des vandales tentent de dérober les antennes en aluminium au-dessus du dôme en plastique à renfort de verre haut de 4,50 mètres surplombant le toit du bâtiment.

## Activités

### Randonnée et ascension

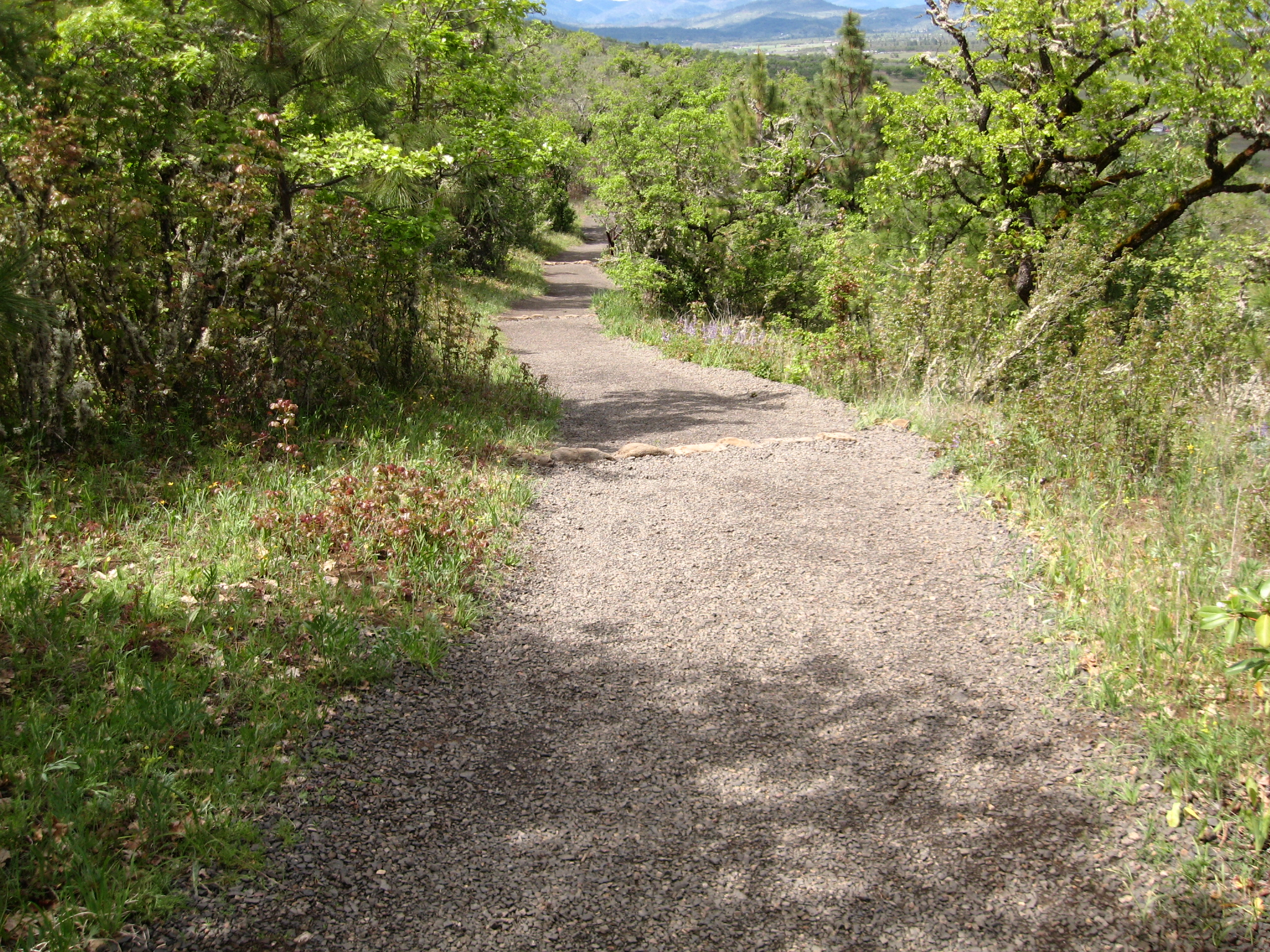
Vue du sentier d'Upper Table Rock, présentant des cassis.

Les Table Rocks sont une des destinations de la vallée du Rogue les plus prisées en randonnée pédestre, avec plus de 45 000 visiteurs par an,,. Parmi eux, 4 600 participent chaque année à une des marches organisées dans le cadre du programme d'éducation environnementale de Table Rock dispensé par le Bureau of Land Management et The Nature Conservancy. Les pics de fréquentation ont lieu entre mars et mai, lorsque les plantes sont en fleur, et dans une moindre mesure en septembre et octobre. Par temps clair, le panorama porte jusqu'au mont McLoughlin, au mont Ashland, au pic Roxy Ann et à Pilot Rock,.
Upper Table Rock dispose d'un sentier de randonnée, à son extrémité sud-est, d'un dénivelé de 220 mètres et d'une longueur de deux kilomètres,. Il est tracé en 1981 dans le cadre du programme Youth Conservation Corps, codirigé par quatre agences fédérales.

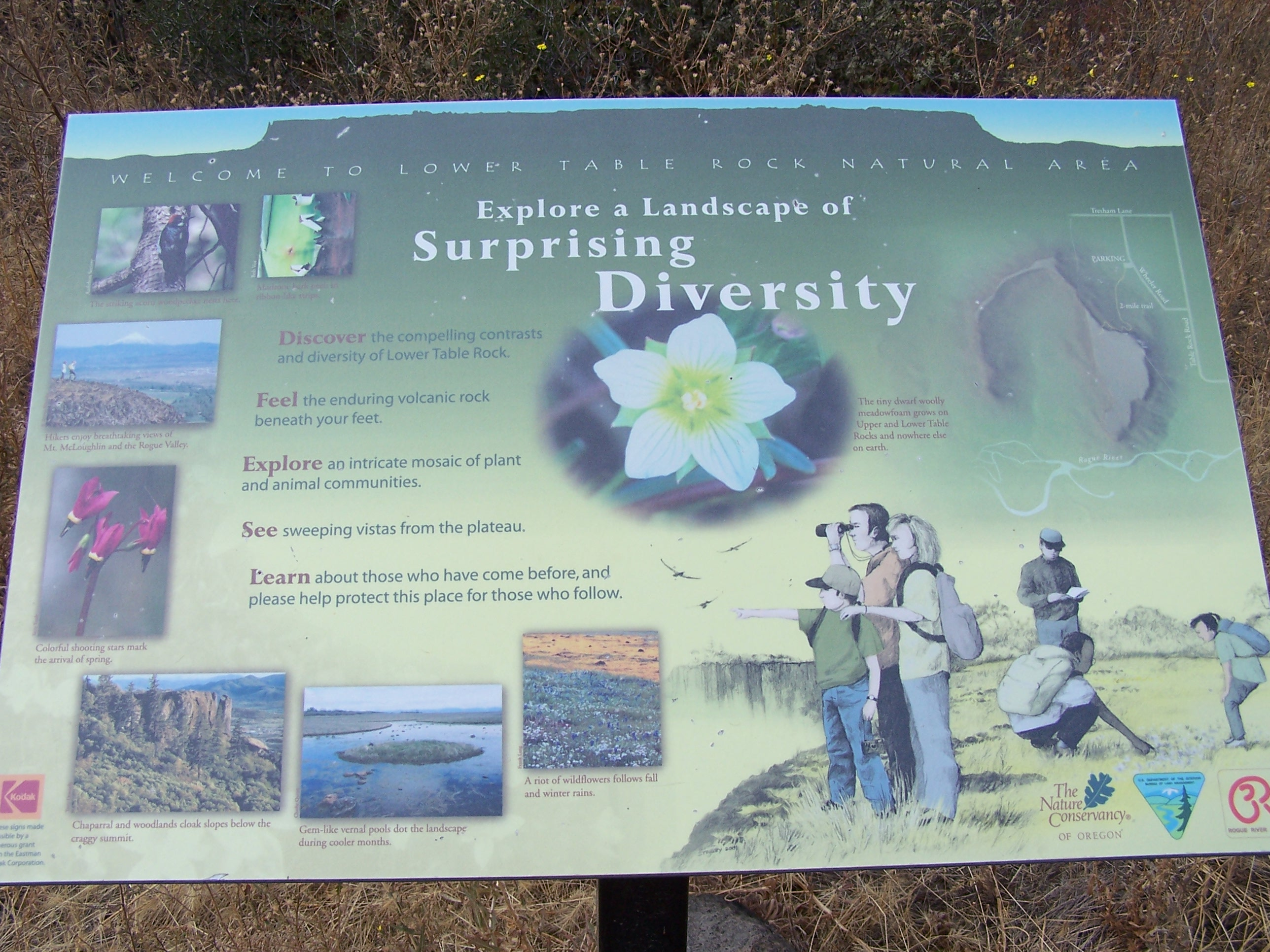
Panneau d'accueil sur le sentier de Lower Table Rock.

Lower Table Rock offre également, sur son versant nord-est, un sentier présentant un dénivelé d'environ 240 mètres jusqu'au sommet sur une distance de 2,8 kilomètres,. Il est aménagé en 1982, à l'instigation de John Ifft, grâce aux travaux de scouts de Central Point pour sa moitié inférieure et du département pour la forêt de l'Oregon pour sa moitié supérieure. En juin 1999, afin de faire face au nombre croissant de touristes, Randy Hodges, un entrepreneur de Shady Cove, redirige une section de 1,2 kilomètre, rendue à la nature, vers une nouvelle portion de sentier de 670 mètres de longueur, avec un impact volontairement réduit sur la flore ; il agrandit également l'aire de stationnement. Le sentier est équipé de cassis pour l'évacuation de l'eau et recouvert de gravats en ardoise pour la protection du sol. Depuis 2005, le sentier est agrémenté, sur toute sa longueur, de huit panneaux d'information expliquant l'histoire, la géologie, la flore et la faune de la région.
Avant la création des sentiers, l'ascension était déconseillée aux personnes en situation de handicap, aux enfants et ou personnes âgées en raison de l'escarpement du terrain et de l'étroitesse des chemins. Le projet final comprend une section accessible de 150 mètres et un nouveau sentier de 800 mètres de longueur ouvert à tout public. Les abords des sentiers conservent des risques, en raison de la présence de colonnes instables sur le pourtour du plateau andésitique liées à l'érosion. Entre 2006 et 2011, au moins six personnes ont chuté des Table Rocks, ; une des victimes, en mai 2007, est restée introuvable pendant dix-neuf mois.

### Protection environnementale

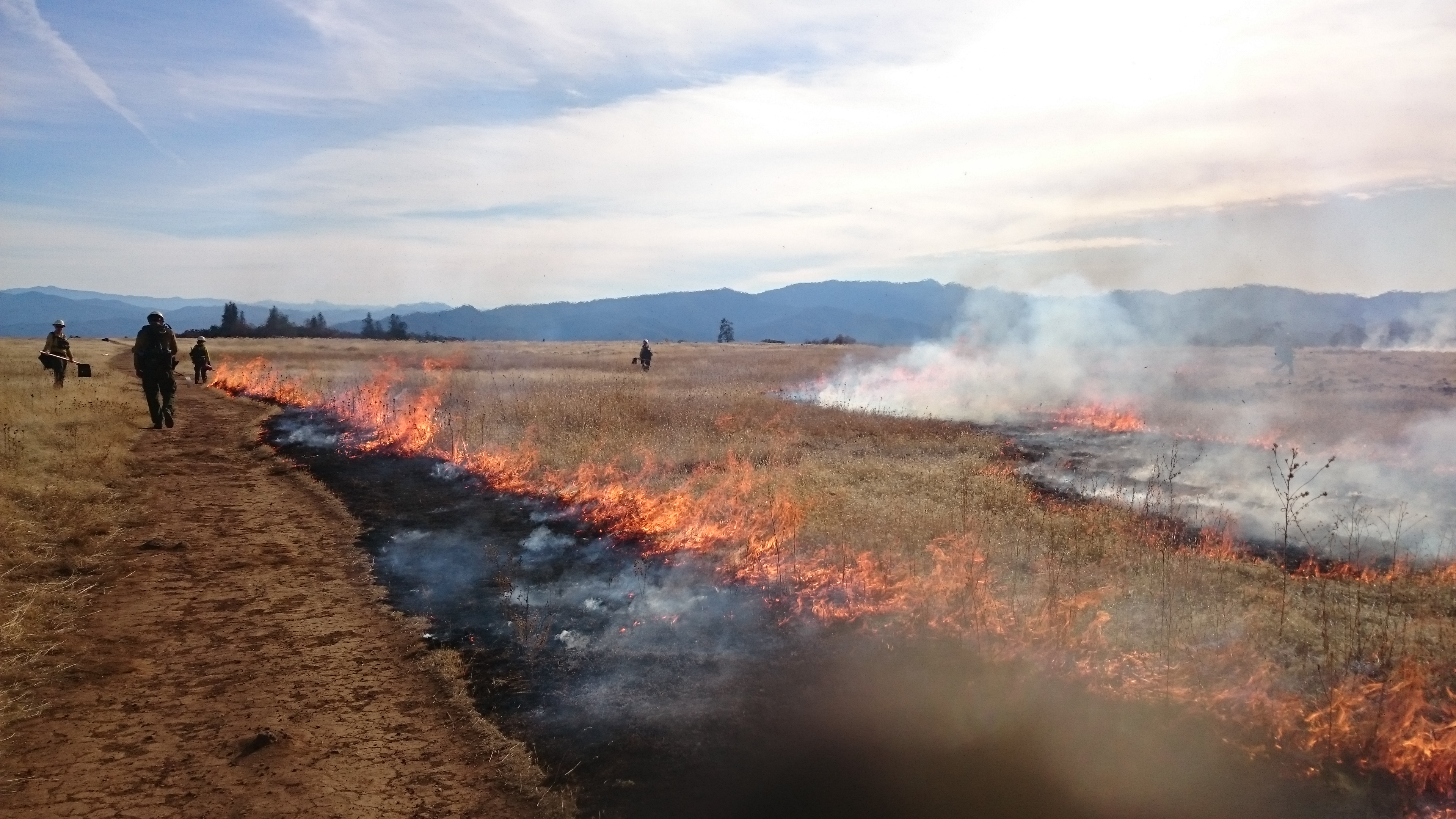
Action d'écobuage et d'éradication des espèces invasives conduite par le Bureau of Land Management sur Lower Table Rock en octobre 2015.

La Lower Table Rock Preserve est créée après une collecte de fonds de 500 000 $ de la part de The Nature Conservancy, en 1978, permettant d'acquérir 761 hectares de terre. Elle se donne pour mission de pratiquer l'écobuage et d'éradiquer les espèces invasives. D'autre part, le Bureau of Land Management (BLM) acquiert, en 1984, 520 hectares sur les deux montagnes, après leur reconnaissance en zone de préoccupation environnementale critique,. En mai 2009, la surface de la réserve s’accroît de 692 hectares, à la fois sur Upper Table Rock et Lower Table Rock, notamment auprès du Wood Family Trust pour un coût supplémentaire de 3,9 millions de $, et par des accords privés. La totalité des parties tabulaires et des parois des montagnes est désormais gérée par ces deux organismes. Finalement, en 2012 et 2013, The Nature Conservancy cède 334 hectares au BLM. Cette situation permet la signature d'un plan de gestion, en partenariat historique avec les tribus confédérées de la communauté de Grand Ronde et la bande Cow Creek de la tribu indienne Umpqua. Il fixe comme objectifs la préservation des écosystèmes des Table Rocks, la sauvegarde de la diversité génétique, le maintien et le renforcement des processus naturels d'adaptation, le soutien à l'observation, à l'étude et au suivi scientifiques, la participation à l'éducation et aux loisirs environnementaux, la protection naturelle, culturelle et historique des Table Rocks et enfin une gestion responsable des parcelles.

Vue d'Upper Table Rock depuis Lower Table Rock.